# Dirk Bons

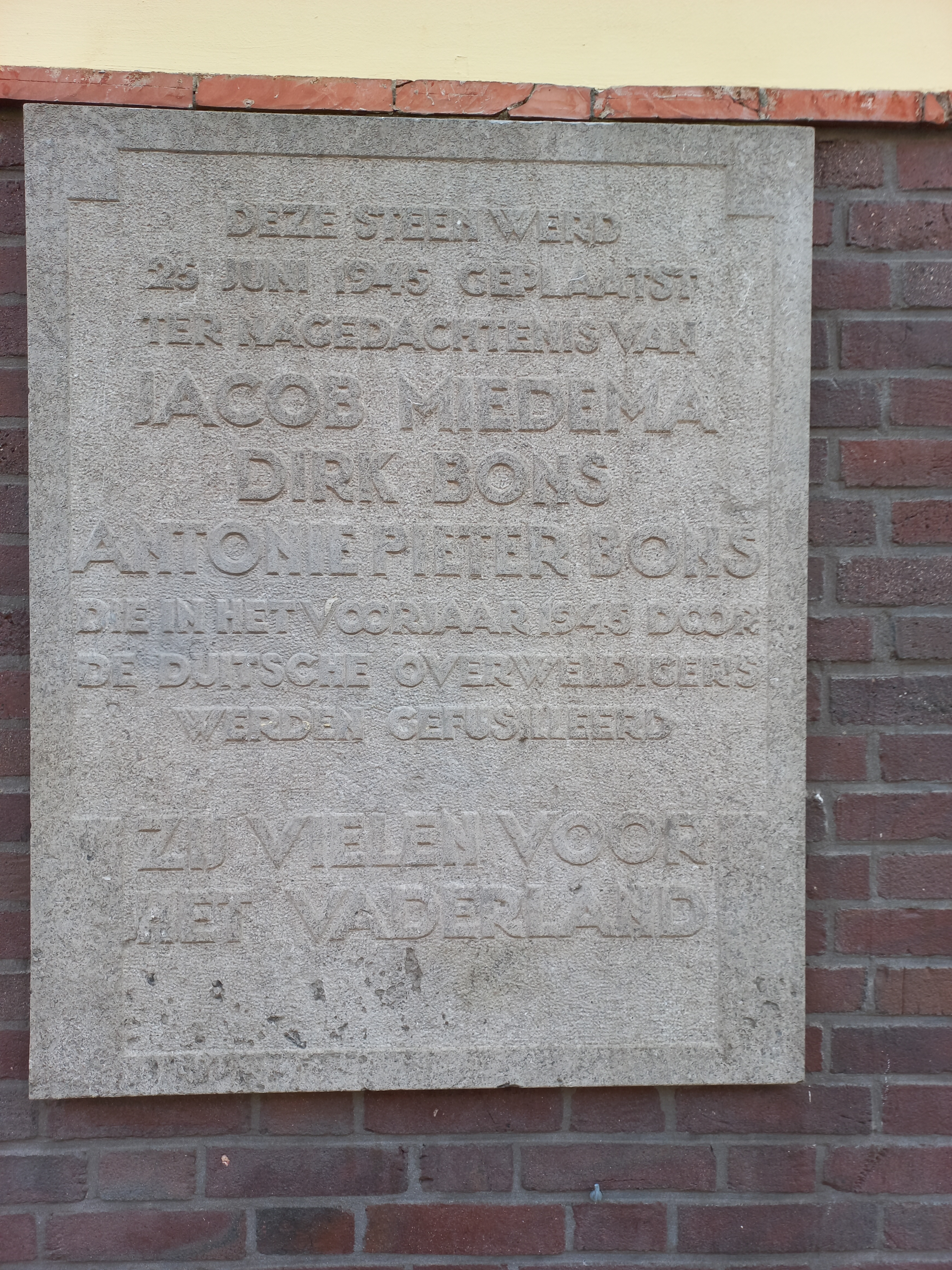
Gedenksteen (augustus 2025)

De boerenzoon en leraar Dirk Bons (Brandwijk, 12 juni 1897 - Zijpersluis, 11 april 1945) en zijn drie kinderen waren in de Tweede Wereldoorlog zeer actief op een breed terrein van de illegaliteit.

## Biografie
De vader kwam in de Calvinistische polder Alblasserwaard ter wereld in een gezin van tien kinderen. Vanwege zijn begaafdheid mocht hij doorstuderen, was onderwijzer in Dordrecht, waar hij in 1920 trouwde met Johanna Bak. In Amsterdam werd hij leraar wis- en natuurkunde op de dr. Bavinck Muloschool.

### Verzetswerk
Zijn verzet begon vroeg met opvang van onderduikers onder de schuilnaam Barend van Dijk en het zoeken naar adressen voor hen in het hele land. Dirk Bons regelde ook de valse persoonsbewijzen en stamkaarten. Zijn netwerk groeide onder de schuilnaam Groep Van Dijk en verzorgde volgens twee onafhankelijke bronnen 1800 tot 2000 onderduikers, een hoog aantal in de historie van het verzet.
Om te ontkomen aan de Arbeitseinsatz doken de beide zoons, Ton (Antonie Pieter Bons, 11 juni 1921 – 11 april 1945) en Co (Jacobus Pieter Bons, 8 oktober 1922 – 28 januari 1991) in 1943 onder in Friesland. Ton ging later in Ommen en Hardenberg in het verzet. Vooral het helpen ontsnappen van een tiental geallieerde piloten van neergeschoten vliegtuigen vergde moed. Die waren door de bombardementen op hun vaderland gehaat bij de Duitsers.
In het voorjaar van 1944 wist Ton Bons in Hardenberg bij een werkkamp van de Nederlandse Arbeidsdienst een piloot, die al door kampcommandant Van Papen gevangen was genomen, te bevrijden. Enkele anti-Duitse passanten hielpen hem. Diverse piloten vonden tijdelijk onderdak in het Amsterdamse huis van Dirk en Johanna Bons aan de Witte de Withstraat.
Ton Bons keerde in juli 1944 terug naar Amsterdam, waar hij met zijn vader en broer knokploeg Reintje de Vos oprichtte. Die overviel distributiekantoren en gemeentehuizen. De bijna vijftigjarige vader werd hoofd-intendant van de overkoepelende KP-Amsterdam. Jongste zoon Co was betrokken bij wapentransporten en gaf vuurwapeninstructies in de kelder van de ambachtsschool aan de Postjesweg in Amsterdam. Dochter Joke was koerierster.

### Arrestatie
De Duitsers pakten op 19 januari 1945 een belangrijke contactman op, waarna het gezin Bons van zijn huis aan de Witte de Withstraat naar een huurhuis in de Händelstraat vluchtte. Door verraad van de bovenbuurman werden Dirk, Ton en vijf andere knokploegleden op 27 maart 1945 tijdens een vergadering door de SD overvallen.

### Gijzelaars
Zes van hen belandden na hun arrestatie in de dodencellen van de gevangenis Weteringschans, als gijzelaars om te fusilleren na een aanslag. Op 10 april 1945 plaatste een knokploeg in het Noord-Hollandse Zijpersluis landmijnen in de brug van de Helderseweg. Die vernielden een Duitse manschappenbus, maar niemand raakte gewond.

### Executie
Desondanks liet SD-chef Willy Lages als voorbeeld de volgende  dag tien gijzelaars fusilleren nabij de brug van de aanslag, de groep-Bons en vier mannen uit de gevangenis in Alkmaar. Als honderden lotgenoten werden ze in snel gegraven kuilen gegooid in de duinen van Overveen. De nabije Eerebegraafplaats Bloemendaal is hun laatste rustplaats.

### Overleefd
Zoon Co was er niet bij omdat hij kort voor de arrestaties van 27 april bij een overval op een schoenenwinkel in zijn been was geschoten. Hij revalideerde elders en overleefde de oorlog. 
Niet in berusting. Tussen 27 maart en 10 april vroeg hij verschillende contacten in het verzet en betrouwbare politiemannen met hem een bevrijdingsactie te organiseren. Vergeefs, het is aannemelijk dat de mislukte bevrijdingsactie van 14 juli 1944 een rol speelde bij die afwijzingen. Die kostte vijftien illegalen het leven.

## Nagedachtenis
Een ruim twee meter hoog monument, De Opgeheven Hand in Zijpersluis, eert de tien geëxecuteerden. Vader en zoon Bons zijn in Amsterdam vernoemd in de Dirk Bonsstraat. Ton staat ook op een straatnaambord van twee meter.
Op de gevel bij het eerste Amsterdamse woonadres, Witte de Withstraat 82 I, is in 1945 een herdenkingssteen met de namen van Dirk en Ton onthuld. Daarop ook Jacob Miedema, die vlakbij een kruidenierszaak had, eveneens wegens verzetswerk om het leven gebracht.
De vader en beide zoons werden op 5 februari 1985 erkend door Jad Wasjem als Rechtvaardigen onder de Volkeren.